# El Colegio de la Frontera Sur
El Colegio de la Frontera Sur (ECOSUR) es un centro de investigaciones que forma parte del Sistema de Centros Públicos de Investigación del Consejo Nacional de Ciencia y Tecnología (Conacyt). ECOSUR tiene por objeto realizar y fomentar actividades de investigación científica básica y aplicada en materias que incidan en el 
desarrollo  y  la  vinculación  de  México  en  su  frontera  sur,  dando  especial  relevancia  a  su  problemática  ambiental,  económica, productiva y social, así como desarrollar tecnologías y diseñar estrategias que contribuyan al bienestar social, a la conservación de la biodiversidad, al uso racional, eficiente y sostenido de los recursos naturales, y en general al desarrollo sustentable. 
La institución tiene 5 sedes en cinco ciudades de la frontera sur (Campeche, Chetumal, San Cristóbal de Las Casas, Tapachula y Villahermosa), investigadores y académicos reconocidos por el Sistema Nacional de Investigadores de México (SNI) agrupados en cinco departamentos de investigación:  Agricultura,  Sociedad y Ambiente, Ciencias de la Sustentabilidad, Conservación de la Biodiversidad, Sistemática y Ecología Acuática y Sociedad, Cultura y Salud].

## Historia
ECOSUR fue creado en octubre de 1994 al transformarse el Centro de Investigaciones Ecológicas del Sureste (CIES) con dos sedes: San Cristóbal de Las Casas y Tapachula, ambas en Chiapas con una planta de 49 investigadores. En 1995 el Centro de Investigaciones de Quintana Roo (CIQRO) transfirió sus programas de investigación a ECOSUR estableciendo la unidad de investigación en el estado. En 1995 se fundó la Unidad Villahermosa y en 1996 la Unidad Campeche, consolidándose con ello la presencia de ECOSUR en los cuatro estados de la frontera sur de México.
La historia de ECOSUR se puede dividir en tres períodos: el primero (1994-1998) caracterizado por la creación del programa institucional y un crecimiento rápido; el segundo (1998-2004) por la serie de acciones realizadas para consolidar la investigación, la formación de recursos humanos y la vinculación, así como para fortalecer la infraestructura y los servicios de apoyo; y el tercero (2005-2010) caracterizado por una elevada producción académica obtenida por una plantilla de personal científico madura, que se ha insertado en las redes nacionales e internacionales de generación de conocimiento de sus respectivos programas de investigación.

## Departamentos Académicos de Investigación

### Agricultura, Sociedad y Ambiente
El Departamento de Agricultura, Sociedad y Ambiente realiza investigación aplicada y básica en torno a las relaciones entre el ser humano y la tierra. Buscamos sinergia entre las ciencias naturales y sociales y privilegiamos la investigación-acción en colaboración estrecha con campesinos, consumidores responsables y sus organizaciones. Estamos conformados por tres grupos académicos: Agroecología, Ecología de Artrópodos y Manejo de Plagas, y Estudios Sociambientales y Gestión Territorial. Nuestros integrantes se concentran en las Unidades San Cristóbal de Las Casas y Tapachula, pero tenemos presencia en Campeche, Chetumal y Villahermosa. 

#### Grupos académicos
- Agroecología;
- Ecología de Artrópodos y Manejo de Plagas;
- Estudios Socioambientales y Gestión Territorial.

### Ciencias de la Sustentabilidad
El departamento de Ciencias de la Sustentabilidad agrupa a científicos interesados en la resiliencia de sistemas socio ambientales. A través de su trabajo los investigadores del departamento se convierten en parte de este proceso al buscar alternativas que promuevan el desarrollo sustentable en los sistemas que estudian. La diversidad disciplinaria de los miembros del departamento les permite estudiar la capacidad adaptativa de los sistemas socioambientales desde seis transdiciplinas: la economía agrícola, la ética ambiental, la ecología política, la ecología humana, la ecología industrial y la agroecología.

#### Grupos académicos
- Adaptación Humana y Manejo de Recursos en Ecosistemas Tropicales;
- Biotecnología Ambiental;
- Manejo Sustentable de Cuencas y Zonas Costeras.

### Conservación de la Biodiversidad
El Departamento de Conservación de la Biodiversidad genera conocimiento sobre la diversidad biológica con énfasis en el sureste de México. Sus investigaciones buscan comprender los patrones y procesos ecológicos, evolutivos y sociales que ocurren en los ecosistemas, generando alternativas para su conservación y manejo sustentable.

#### Grupos académicos
- Conservación y Restauración de Bosques;
- Diversidad y Dinámica de Ecosistemas del Sureste de México;
- Ecología Evolutiva y Conservación;
- Ecología para la Conservación de la Fauna Silvestre;
- Interacción, Adaptación y Biodiversidad.

### Sistemática y Ecología Acuática
El Departamento de Sistemática y Ecología Acuática desarrolla una variedad de tópicos de investigación sobre sistemática y ecología de la flora y fauna de ambientes acuáticos, desde las aguas continentales hasta la zona oceánica, así como la caracterización física de ambientes acuáticos. Así también su temática se dirige al conocimiento, diseño y evaluación de los recursos acuáticos con énfasis en el manejo.
Se abordan diferentes temas desde la tradicional taxonomía hasta estudios ecológicos con tópicos de especies amenazadas, invasoras, indicadoras y carismáticas.
Las áreas geográficas principales son los sistemas acuáticos en México, con especial énfasis en la frontera sur y el Caribe, y particularmente el Sistema Arrecifal Mesoamericano.
La misión del Departamento de Sistemática y Ecología Acuática es promover la investigación científica de alto nivel para la generación de conocimiento y la formación de recursos humanos en el ámbito de los ecosistemas acuáticos desde el punto de vista sistémico, ecológico y de manejo.
La visión es ser un grupo de trabajo de excelencia académica de referencia a nivel nacional e internacional en cuanto al estudio de los ecosistemas acuáticos, así como su conservación y manejo sustentable.
El Departamento de Sistemática y Ecología Acuática desarrolla investigación en tres grupos académicos (Estructura y función del Bentos, Zooplancton y Oceanografía y Sistemática, Ecología y Manejo de Recursos Acuáticos), alrededor de los siguientes ejes temáticos basados principalmente en el estudio de las comunidades acuáticas principales de acuerdo con su ubicación, sean del fondo del mar (bentos), de la columna de agua con capacidades limitadas de contrarrestar el efecto de las corrientes (plancton), de aquellos que por sus dimensiones corporales pueden nadar independientemente de las corrientes mencionadas (necton), de los procesos oceanográficos oceánicos y costeros, y el manejo de recursos acuáticos.

#### Grupos académicos
- Estructura y Función del Bentos;
- Sistemática, Ecología y Manejo de Recursos Acuáticos;
- Zooplancton y Oceanografía;

### Sociedad, Cultura y Salud
El principal propósito del Departamento de Sociedad, Cultura y Salud (DSCS) es analizar de manera integral, la problemática sociocultural, de salud y de las dinámicas migratorias y socioambientales que afronta la frontera sur de México, así como investigar alternativas de solución a dicha problemática.
Para ello, el trabajo desarrollado por este Departamento, procura aportar elementos que posibiliten: la formación de recursos humanos de alto nivel, potenciar las capacidades sociales, tanto de manera local como regional, así como contribuir a la generación de alternativas para afrontar las situaciones de pobreza, marginación, desigualdades sociales y necesidades básicas no satifechas en la región.
El DSCS tiene presencia en las cinco unidades de Ecosur y está conformado por 25 investigadores de diferentes ámbitos de las ciencias sociales, distribuidos en los siguientes cuatro grupos académicos:
- Investigación en Salud, en el que se llevan a cabo estudios en el campo de la salud humana y sus determinantes sociales, a partir de aproximaciones epidemiológicas, de biología molecular y toxicología ambiental.
- Procesos Culturales y Construcción Social de Alternativas, grupo que investiga la dimensión cultural de diversos fenómenos y procesos socioeconómicos y políticos en la frontera sur de México y sus nexos con Centroamérica y el Caribe.
- Estudios Transfronterizos, en el que los procesos migratorios consitutyen uno de sus ejes centrales y en el que se estudia la problemática social de la frontera sur desde una perspectiva regional, multidimensional y transfronteriza.
- Estudios de Género, en el que se analizan las formas históricas y culturales de construcción de las relaciones inequitativas de poder y su papel en la reproducción de la pobreza, así como las formas en que el género incide en los fenómenos sociales de la frontera sur.

#### Grupos académicos
- Estudios de Género;
- Estudios Transfronterizos;
- Procesos Culturales y Construcción Social de Alternativas;
- Salud.

## Posgrado
ECOSUR cuenta con dos programas de posgrado en ciencias: la Maestría en Ciencias en Recursos Naturales y Desarrollo Rural y el Doctorado en Ciencias en Ecología y Desarrollo Sustentable; y, dos programas de maestrías profesionalizantes: Liderazgo para la Conservación mediante el Aprendizaje (programa conjunto de Ecosur y la Universidad Estatal de Colorado) y Ecología Internacional (programa conjunto de Ecosur y la Universidad de Sherbrooke). 
Los programas del posgrado están reconocidos dentro del Programa Nacional de Posgrados de Calidad (PNPC) del Consejo Nacional de Ciencia y Tecnología (CONACYT). Su misión es formar recursos humanos a nivel maestría o doctorado.

## Vinculación
El objetivo institucional de esta dirección es establecer y mantener comunicación con los actores externos para promover el uso del conocimiento científico y retroalimentar los procesos de investigación y formación de recursos humanos en ECOSUR.

## Biblioteca
Servicio de información organizado para contribuir a la generación de conocimientos científicos, técnicos, a la formación de recursos humanos dentro de la comunidad académica de ECOSUR, y a la extensión de la cultura en la Frontera Sur. Sustenta las investigaciones, en Sistemas de Producción Alternativos, Conservación de la Biodiversidad y Sociedad, Cultura y Salud. Apoyamos el Programa de Posgrado (Maestría y Doctorado) de ECOSUR, y la Vinculación Institucional en la Región. Fundamentamos el desarrollo de colecciones y servicios en la cooperación bibliotecaria como estrategia principal.